# Chalin (województwo kujawsko-pomorskie)
Chalin – wieś w Polsce położona w województwie kujawsko-pomorskim, w powiecie lipnowskim, w gminie Dobrzyń nad Wisłą.
Wieś leży nad jeziorem Chalińskim leżąca przy trasie Włocławek – Sierpc, w odległości 29 km na wschód od Włocławka, rozciąga się na południowo-wschodnim brzegu Jeziora Chalińskiego, którego długość wynosi 3 km.

## Podział administracyjny
Do 1954 roku miejscowość była siedzibą gminy Chalin. W latach 1954–1971 wieś należała i była siedzibą władz gromady Chalin, po jej zniesieniu w gromadzie Dobrzyń nad Wisłą. 
W latach 1975–1998 miejscowość administracyjnie należała do województwa włocławskiego.

## Demografia
Według Narodowego Spisu Powszechnego (III 2011) wieś liczyła 651 mieszkańców.

## Rys historyczny
Chalin jest jedną z najstarszych osad ziemi dobrzyńskiej i największą wsią w gminie.
Wzmianka o Chalinie znajduje się w dokumencie z 1282 zatwierdzającym własność Chalina i Świerczyna przez Władysława i Kazimierza – książąt kujawskich. W czasach Jagiellonów w Chalinie mieszkała drobna szlachta zagrodowa, używająca przydomków: Niemsta i Bodzanta. Słownik Ziem Królestwa Polskiego podaje o Chalinie, że istniała tu gorzelnia i browar oraz cegielnia. Zabudowań murowanych – 5, drewnianych – 27. W roku 1827 było w Chalinie 32 domów . Od 1919 właścicielem majątku Chalin był Franciszek Zieliński – nauczyciel, poseł i działacz społeczny.

## Zabytki
W rejestrze zabytków prowadzonym przez Kujawsko-Pomorskiego Wojewódzkiego Konserwatora Zabytków jest wpisany zespół dworski w Chalinie z pierwszej połowy XIX w. W skład tego zespołu wchodzą: dwór, park, kuźnia, wozownia i rządcówka wraz z terenem w granicach parku. Po II wojnie światowej majątek został znacjonalizowany, a w dworku zlokalizowano szkołę, do której w latach 50. XX wieku uczęszczał Lech Wałęsa.

## Pozostałe informacje
W Chalinie znajduje się jednostka ochotniczej straży pożarnej, która występuje regularnie w zawodach gminnych.
Od 2017 działa też klub siatkarski Team Volley Chalin.